# ۱۶ ذی‌الحجه
۱۶ ذیحجه، ثانیین روز از ماه ذیحجه در تقویم هجری قمری است.
در تقویم هجری قمری قراردادی این روز سیصد و چهل و یکمین روز سال است.

## وقایع
- (۱۲۹۲ - چاپ نخستین شماره از روزنامهٔ «اختر»
- ۱۴۲۷ - اسیرشدن دو سرباز اسرائیلی توسط حزب الله لبنان که منجر به اقدام تلافی‌جویانه اسرائیل و شکل‌گیری جنگ ۳۳ روزه میان اسرائیل و لبنان شد.
- ۱۴۲۸ - ترور بی‌نظیر بوتو زن سیاست‌مدار پاکستانی و نخست‌وزیر وقت پاکستان.

## درگذشتگان
- ۴۷۱ - «محمد بن جیانی» منجم مسلمان اندلسی
- ۱۴۲۸ - بی‌نظیر بوتو زن سیاست‌مدار پاکستانی و نخست‌وزیر وقت پاکستان.